# Redouane Pacha
Redouane Pacha ou Rizvan Pacha est le neuvième pacha triennal de la régence d'Alger.

## Biographie
Redouane Pacha devient pacha d'Alger en 1607, à la suite de la disparition en Kabylie de son prédécesseur Koucha Moustapha, supposé mort de la peste. Cette même année, la Turkey Company, une compagnie commerciale anglaise, obtient une concession de courte durée des autorités ; elle pouvait désormais s'installer dans les comptoirs de Stora (près de Skikda) ou Collo. Ces comptoirs, habituellement réservés aux Français, provoque l'ire de ceux-ci. Les tensions baissent lorsque la France libère des prisonniers turcs détenu à Marseille. Cependant, en 1609, le corsaire Simon Dansa est à l'origine de nouvelles tensions entre Alger et Paris. S'ensuit alors une multitude de raids algériens impossible à contenir pour les Européens. Ces tensions, dont l'impact était minimisé par les Français, leur ont finalement coûté des millions de livres. Redouane Pacha est remplacé quelques mois plus tard, en 1610, par Koucha Moustapha, revenu de Djemâa Saharidj et favorable à des relations apaisées avec la France.